# Diplodia rhododendri
Diplodia rhododendri är en svampart som beskrevs av Bellynck 1850. Diplodia rhododendri ingår i släktet Diplodia och familjen Botryosphaeriaceae.   Inga underarter finns listade i Catalogue of Life.